# Бориловичи
Бориловичи (на сръбски: Бориловићи) е село в Босна и Херцеговина, разположено в община Требине, в ентитета на Република Сръбска. Населението му според преброяването през 2013 г. е 20 души, от тях: 20 (100,00 %) сърби.

## Население
Численост на населението според преброяванията през годините:
- 1961 – 82 души
- 1971 – 44 души
- 1981 – 36 души
- 1991 – 29 души
- 2013 – 20 души